# Tyrrell 014
Der Tyrrell 014 war ein Rennwagen des britischen Automobilrennstalls Tyrrell, der 1985 und 1986 an 13 Läufen der Formel-1-Weltmeisterschaft teilnahm. Es war Tyrrells erstes Auto, das mit einem Turbomotor ausgestattet war.

## Hintergrund
Die von Ken Tyrrell gegründete Tyrrell Racing Organisation hatte 1969, 1971 und 1973 jeweils mit Jackie Stewart die Fahrerweltmeisterschaft der Formel 1 gewonnen. Nach Stewarts Rücktritt Ende 1973 und dem Unfalltod seines designierten Nachfolgers François Cevert musste sich Tyrrell vollständig neu aufstellen. Die in den 1970er-Jahren verpflichteten Fahrer konnten nicht mehr an die Erfolge Stewarts anknüpfen, sodass bei Beobachtern der Eindruck entstand, Tyrrell sei im Grunde ein Stewart-Team gewesen. Technische Fehlentwicklungen, zu denen vor allem der überambitionierte und von Ken Tyrrell selbst später  als „Irrweg“ bezeichnete sechsrädrige P34 gehörte, und die nach dessen Misserfolg betont konservativ gestalteten Rennwagen der folgenden Jahre führten dazu, dass Tyrrell Ende der 1970er-Jahre nur noch ein Mittelfeldteam war, das zudem unter erheblichen wirtschaftlichen Schwierigkeiten litt.
Als zu Beginn der 1980er-Jahre, initiiert durch Renault, die Turbomotoren in der Formel 1 Fuß fassten und die seit 1967 etablierten britischen Saugmotoren von Cosworth verdrängten, widersetzte sich Ken Tyrrell vor allem aus wirtschaftlichen Gründen dieser Entwicklung und protestierte wiederholt gegen die aus seiner Sicht reglementwidrigen Turbos. Während nach und nach alle Teams auf Turbomotoren umstellten bzw. – soweit sie einen Wechsel nicht finanzieren konnten – den Rennbetrieb einstellten, hielt Tyrrell an den Cosworth-Motoren fest, obwohl sie längst den leistungsstarken Turbos unterlegen waren. 1984 war Tyrrell das letzte Team, das noch Saugmotoren einsetzte. In diesem Jahr versuchte Tyrrell, durch illegale Beeinflussung des Wagengewichts Vorteile gegenüber den Turboteams zu erzielen, und wurde, nachdem die Manipulationen aufgefallen waren, von der Weltmeisterschaft ausgeschlossen.
Die Saison 1985 wurde so zu einem Neuanfang für das Team. Tyrrell setzte zu Beginn der Saison nach wie vor Cosworth-Saugmotoren ein. Allerdings hatte sich Renault, vermittelt durch Tyrrells langjährigen Sponsor Elf Aquitaine, im Februar 1985 bereit erklärt, das britische Team ab 1985 mit Kunden-Turbos auszustatten. Tyrrell war damit nach Lotus und der Équipe Ligier in diesem Jahr das dritte Kundenteam Renaults. Der von Maurice Philippe entwickelte Tyrrell 014 war auf diesen Motor zugeschnitten. Er erschien im Frühjahr 1985 zunächst als Einzelstück, das zeitweise neben dem alten Saugmotor-Auto für den zweiten Fahrer gemeldet wurde. Nur bei sechs Rennen setzte Tyrrell zwei Fahrzeuge vom Typ 014 ein. Der 014 wurde im Frühjahr 1986 durch den vergleichbar motorisierten Tyrrell 015 ersetzt.

## Konstruktion
Tyrrells erstes Turbo-Auto galt als einfache Konstruktion, die im Hinblick auf die späte Vertragsunterzeichnung mit Renault „schnell gemacht“ war. Der 014 wirkte unfertig und machte auf Beobachter „mehr den Eindruck eines rollenden Labors als eines Rennwagens“. Martin Brundle beschrieb den 014 rückblickend als „einen Tyrrell 012 mit einem Turbomotor im Heck“. Vom 012 übernahm der 014 unter anderem die Radaufhängung. Allerdings waren im Vergleich zum Vorgänger die Spur breiter und der Radstand länger. Das Monocoque bestand teilweise aus Kunststoff; an den Seitenteilen verwendete Maurice Philippe aus Kostengründen Aluminiumpaneele. Die Aerodynamik der Karosserie wurde nicht im Windkanal getestet. Die hinteren Bremsen lagen innen.
Anders als das Renault-Werksteam und das britische Lotus-Team verwendete Tyrrell 1985 nicht Renaults neuesten Turbomotor vom Typ EF15. Ebenso wie Ligier musste Tyrrell mit dem 1984 vorgestellten EF4 vorliebnehmen, der zudem nicht werksseitig vorbereitet, sondern von Mecachrome gewartet wurde. Ungeachtet dessen verlangte Renault von Tyrrell (und Ligier) höhere Leasinggebühren als vom Team Lotus, das als siegfähiges Team der bevorzugte Kunde Renaults war. Es war ein Sechszylindermotor in V-Anordnung mit zwei Turboladern von KKK. Die Kolben kamen von Mahle, die Benzineinspritzung von Kugelfischer, und die Zündelektronik wurde von Magneti Marelli bezogen. Der Motor wog einschließlich der Turbolader und der Kupplung 160 kg. Das Sechsganggetriebe war eine Eigenentwicklung Tyrrells, die auf einer Hewland-Konstruktion basierte. Die Kühler übernahm Tyrrell schließlich von Renault.
Das Gesamtgewicht des Fahrzeugs wurde mit 550 kg angegeben.

## Produktion
Insgesamt produzierte Tyrrell vier Chassis vom Typ 014, die sich nur in Details vor allem im Bereich der Flügel und der Seitenkästen voneinander unterschieden. Die ersten beiden Chassis (01 und 02) wurden kurz vor dem Großen Preis von Frankreich fertiggestellt, bei dem allerdings nur ein Auto einsatzbereit war. Eines der beiden Chassis wurde zum Großen Preis von Italien durch den 03 ersetzt, der kürzere Seitenkästen hatte. Acht Rennen lang setzte Tyrrell nur ein Turbo-Auto ein; erst beim Großen Preis von Europa ging auch der zweite Tyrrell-Fahrer mit einem 014 an den Start. Das vierte Chassis (04) erschien beim Saisonabschluss in Australien und diente in der gesamten Saison 1986 als Ersatzauto.

## Renneinsätze

### Saison 1985

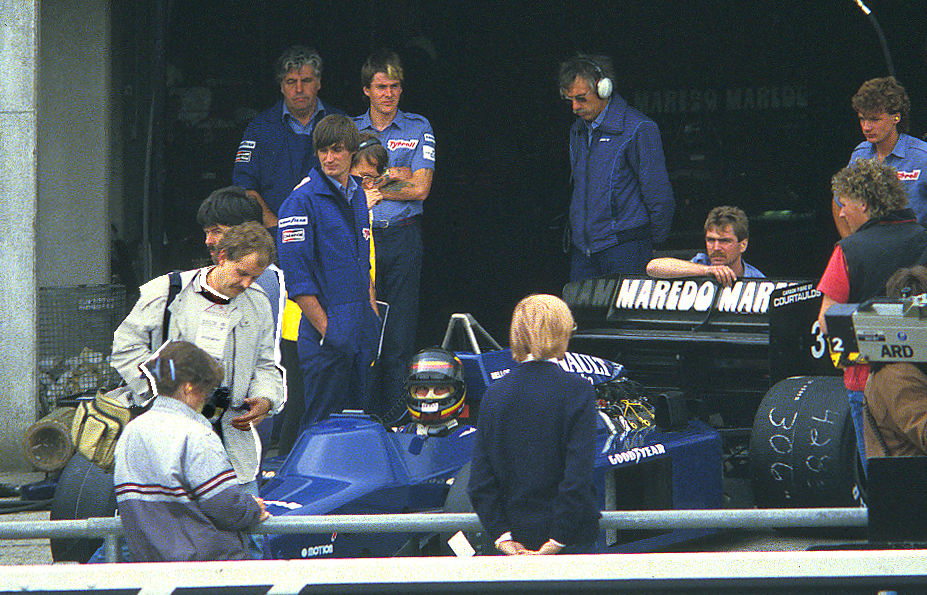
Stefan Bellof im Tyrrell 014 beim Großen Preis von Deutschland 1985

Der erste Fahrer, der den 014 bei einem Großen Preis an den Start brachte, war Martin Brundle. Er fuhr nahezu alle verbleibenden Rennen des Jahres mit dem Auto. Ausnahmen waren nur die Großen Preise von Deutschland und Österreich, in denen er jeweils noch einmal mit dem 012-Cosworth startete. Der 014 debütierte in Frankreich, wo Brundle ihn als letzten der Autos mit Renault-Motor für den 21. Startplatz qualifizierte. Langsamer waren neben Tyrrells parallel eingesetztem Saugmotorauto nur noch die Wagen von Zakspeed, RAM, Osella und Minardi. Im Rennen fiel Brundle nach 32 Runden durch einen Getriebeschaden aus. Beim anschließenden Rennen in Großbritannien kam Brundle mit zwei Runden Rückstand auf Platz sieben ins Ziel.
Beim folgenden Großen Preis von Deutschland übernahm Brundles Teamkollege Stefan Bellof den 014. Bellof hielt das Auto wegen eines ständigen Wechsels von Über- zu Untersteuern für unberechenbar. Dennoch qualifizierte er sich bei seinem Heimrennen auf dem Nürburgring für den 19. Startplatz. Im Rennen kam er vor Stefan Johansson im Ferrari als Achter ins Ziel. Bellof führte sein nach eigener Wahrnehmung schlechtes Abschneiden auf eine falsche Reifenwahl und auf schwache Bremsen zurück. Zwei Wochen später brachte Bellof beim Großen Preis von Österreich noch einmal anstelle Brundles den 014 an den Start. Im Training war er fünf Sekunden langsamer als Alain Prost (McLaren), der die Poleposition belegte, aber sieben Sekunden schneller als sein Teamkollege Brundle im Saugmotor-012. Er ging damit als 22. ins Rennen, das er nicht beendete. In der 50. von 52 Runden rollte Bellofs 014 ohne Benzin aus. Aufgrund der zurückgelegten Distanz wurde er als Siebter gewertet. Der Große Preis von Österreich war Stefan Bellofs letztes Rennen im Tyrrell 014. Zwei Wochen später verunglückte er beim 1000-km-Rennen von Spa-Francorchamps tödlich.
Als Ersatz für Bellof verpflichtete Tyrrell den italienischen Formel-3000-Piloten Ivan Capelli, der den 014 beim Großen Preis von Europa und in Australien fuhr. Auf dem Adelaide Street Circuit kam Capelli als Vierter ins Ziel und fuhr damit die ersten Weltmeisterschaftspunkte für den 014 ein. In Südafrika gab Tyrrell den zweiten 014 an Philippe Streiff, der eigentlich bei Ligier unter Vertrag stand, in Südafrika aber nicht zum Einsatz kam, weil Ligier ebenso wie das Renault-Werksteam das Rennen aus politischen Gründen ausließ. Streiff fiel nach 16 Runden infolge eines Fahrfehlers aus. Ungeachtet dessen erhielt er für die komplette Saison 1986 einen Vertrag bei Tyrrell.

### Saison 1986
In der Saison 1986 erschien der Tyrrell 014 dreimal. Während der ersten drei Saisonrennen diente er als Übergangsfahrzeug, bis der weiterentwickelte 015 einsatzbereit war. Fahrer waren Martin Brundle und Philippe Streiff. Brundle kam zweimal ins Ziel und wurde beim Saisonauftakt in Brasilien Fünfter; Streiff kam als Siebter ins Ziel. In Spanien fielen beide Tyrrell-Piloten nach Motorschäden aus, und in San Marino wurde Brundle Achter, während Streiff mit einem defekten Getriebe ausfiel. Danach erschien der Tyrrell 015. Weil die 015 vor den nordamerikanischen Rennen bei mehreren Unfällen beschädigt worden waren, kam in Kanada und in Detroit für Streiff noch einmal ein 014 zum Einsatz.

## Ergebnisse
| Fahrer     | Nr.  | 1 | 2   | 3   | 4 | 5 | 6  | 7   | 8 | 9 | 10 | 11  | 12 | 13 | 14  | 15  | 16 | Punkte | Rang |
| ---------- | ---- | - | --- | --- | - | - | -- | --- | - | - | -- | --- | -- | -- | --- | --- | -- | ------ | ---- |
| 1985       | 1985 |   |     |     |   |   |    |     |   |   |    |     |    |    |     |     |    | 3      | 10   |
| M. Brundle | 3    |   |     |     |   |   |    | DNF | 7 |   |    | 7   | 8  | 13 | DNF | 7   | NC | 3      | 10   |
| S. Bellof  | 4    |   |     |     |   |   |    |     |   | 8 | 7  | DNF |    |    |     |     |    | 3      | 10   |
| I. Capelli | 4    |   |     |     |   |   |    |     |   |   |    |     |    |    | DNF |     | 4  | 3      | 10   |
| P. Streiff | 4    |   |     |     |   |   |    |     |   |   |    |     |    |    |     | DNF |    | 3      | 10   |
| 1986       | 1986 |   |     |     |   |   |    |     |   |   |    |     |    |    |     |     |    | 2 (11) | 7    |
| M. Brundle | 3    | 5 | DNF | 8   |   |   |    |     |   |   |    |     |    |    |     |     |    | 2 (11) | 7    |
| P. Streiff | 4    | 7 | DNF | DNF |   |   | 11 | 9   |   |   |    |     |    |    |     |     |    | 2 (11) | 7    |